# Hayingen
Hayingen – miasto w Niemczech, w kraju związkowym Badenia-Wirtembergia, w rejencji Tybinga, w regionie Neckar-Alb, w powiecie Reutlingen, wchodzi w skład związku gmin Zwiefalten-Hayingen. Leży w Jurze Szwabskiej, ok. 30 km na południowy wschód od Reutlingen.